# Poganie! Kochaj i obrażaj
Poganie! Kochaj i obrażaj – czwarty studyjny album zespołu Róże Europy wydany w 1992 nakładem wytwórni Eska Records.

## Lista utworów
Teksty: Piotr Klatt, muzyka - Sławomir Wysocki i Piotr Klatt.

Strona 1
1. "Grafika" – 5:48
2. "Marihuana" – 4:56
3. "Kontestatorzy" – 5:13
4. "Schodami do nieba" – 5:16
5. "Jedwab" – 6:07
6. "Ułani" - 1:31

Strona 2
1. "Grafika II" – 3:54
2. "Wesołych Świąt" – 4:28
3. "Tylko spokojnie" – 4:55
4. "Płyń pod prąd" - 3:28
5. "Jesień to pora emigrantów" - 4:50
6. "Biuro" – 4:36
7. "Szkoła" – 6:06
8. "Jedwab" – 6:06

## Twórcy
- Piotr Klatt – wokal
- Jacek Klatt – gitara basowa
- Sławomir Wysocki – gitara
- Igor Buszkowski – gitara basowa
- Robert Kubajek – perkusja

gościnnie
- Edyta Bartosiewicz – chórki
- Adam Burzyński – wokal

Personel
- Grzegorz Piwkowski, Andrzej Puczyński – realizacja
- Piotr Klatt – producent
- Marta Dziubalska, Łukasz Dziubalski – projekt graficzny
- Dariusz Majewski – foto